# ای-۸ شرایک
ای-۸ شرایک (به انگلیسی: Curtiss_A-8) یک هواگرد ملخ‌پیشین تک‌موتوره از نوع تهاجمی ساخت شرکت Curtiss Aeroplane and Motor Company است. هواگرد ای-۸ شرایک نخستین پروازش را در ژوئن ۱۹۳۱ میلادی انجام داد. این هواگرد در سال آوریل ۱۹۳۲ میلادی رسماً معرفی گردید و در سال‌های ۱۳ تولید شده‌است.
طراح این هواگرد، Don Berlin بود.